# Hempnall
Hempnall är en ort och civil parish i Storbritannien.   Den ligger i grevskapet Norfolk och riksdelen England, i den sydöstra delen av landet, 150 km nordost om huvudstaden London. Hempnall ligger 32 meter över havet och antalet invånare är 1 310.
Terrängen runt Hempnall är platt. Runt Hempnall är det ganska tätbefolkat, med 144 invånare per kvadratkilometer. Närmaste större samhälle är Norwich, 14,1 km norr om Hempnall. Trakten runt Hempnall består till största delen av jordbruksmark.